# 马博士大药厂

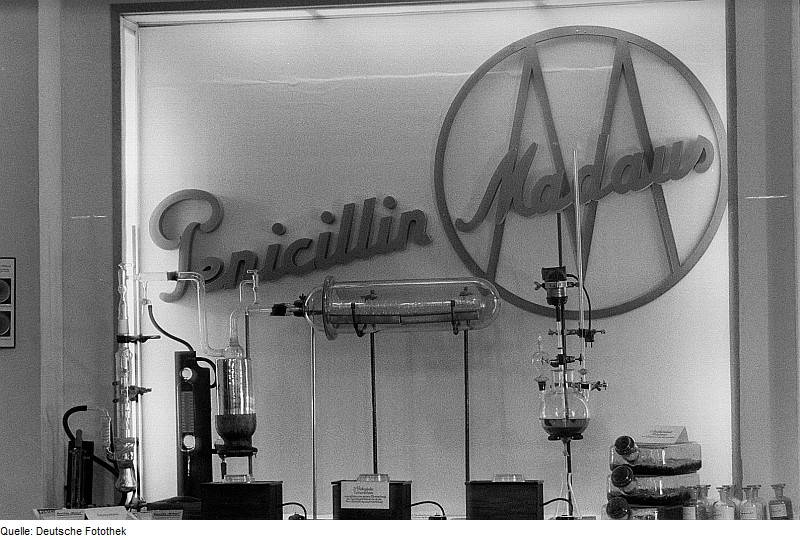
马博士大药厂在1948年莱比锡秋交会中的展位

马博士大药厂（德語：Madaus GmbH）是德国一家传统的大型制药企业，由医生格尔哈德·马道斯（Gerhard Madaus）于1919年创立，专注于生产药物治疗用品，以植物药著名。2007年马博士大药厂与意大利企业罗达制药集团合并为罗达·马博士。 2014年罗达·马博士并入瑞典企业MEDA。